# Sacharias Jansen

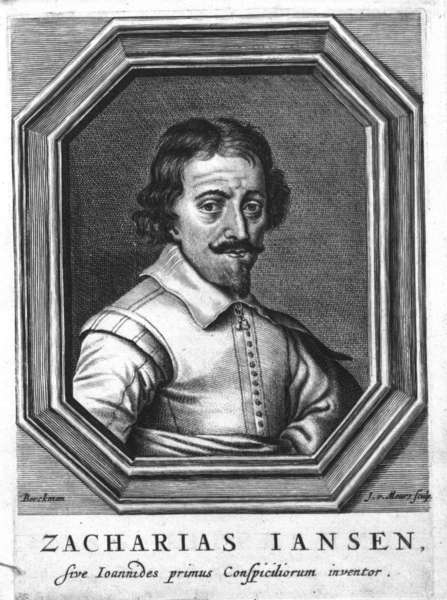
Portret van Zacharias Jansen in het werk 'De vero telescopii inventore' van Pierre Borel

Sacharias Jansen (Den Haag, ca. 1585 - Amsterdam, ca. 1632), was een brillenslijper, woonachtig in Middelburg. Zijn naam wordt ook geschreven als Zacharias Jansen of Zacharias Janssen.
Sacharias Jansen wordt - onterecht - vaak genoemd als uitvinder van de telescoop.
Zijn zoon Johannes zou later (valselijk) onder ede getuigen dat zijn vader de verrekijker al in 1590 had uitgevonden. Dit met voorbijgaan aan Hans Lipperhey, de brillenmaker uit de Kapoenstraat in Middelburg, die in september 1608 patent voor de uitvinding had aangevraagd.

## Leven
Jansen werd omstreeks het jaar 1585 geboren in Den Haag, als de zoon van Hans Martens en Maeyken Meertens, die beiden vermoedelijk uit Antwerpen kwamen. Hij groeide op in Middelburg, toentertijd een belangrijke stad en werd pas in 1616 brillenmaker. Daarmee werd hij slechts voor korte tijd een concurrent van Hans Lipperhey, die om de hoek woonde, maar die in 1619 zou overlijden. 
Dat hij in Den Haag geboren was, verklaarde hij zelf op de huwelijksakte van zijn eerste huwelijk met Catharina de Haene op 23 oktober 1610. Cornelis de Waard heeft deze omstreeks 1906 teruggevonden in de archieven. Hierop stond onder andere het volgende: Sacharias Jansen, j.g. [jonggezel] uut Den Haghe. Voor die tijd werd vaak gedacht dat Jansen geboren was in Middelburg.
In 1611 werd hun zoon Johannes Sachariassen geboren. Hij zou later getuigen dat zijn vader de eerste uitvinder van de verrekijker was. Jansens eerste vrouw overleed in 1624, waarop hij in augustus 1625 hertrouwde met Anna Couget uit Antwerpen, die de weduwe was van Willem Jansen (vermoedelijk een familielid van Sacharias). Daarmee verhuisde hij in november 1626 naar Amsterdam.

## Valsemunter
Sacharias Jansen zou zijn fortuin gemaakt hebben door het vervalsen van Spaanse koperen munten. In de jaren 1613 tot 1619 is hij verschillende malen hiervoor veroordeeld. Jansen groeide op in een huis dat meteen naast de Munt stond en had een zwager die daar werkte, waardoor hij het slaan van munten (muntslag of muntschroeven) goed heeft kunnen afkijken. Hij vluchtte naar het nabijgelegen dorp Arnemuiden om de hoge straffen die op valsemunterij stonden te ontlopen. In Arnemuiden werd hij 1619 betrapt op het bezit van enkele muntschroefpersen en een stansmachine. Hierop stond de doodstraf. Valsemunters werden destijds gestraft door hen te koken in olie. Zover kwam het niet, omdat de vader van de Arnemuidse baljuw medeplichtig bleek te zijn. Hierdoor liep het proces zo veel vertraging op dat Jansen opnieuw kon vluchten. De rechtszaak werd geseponeerd, waarop Jansen zich in 1621 weer in Middelburg vestigde.

## Telescoop
In 2008 stond Jansen, samen met Hans Lipperhey, centraal bij de vele activiteiten in Middelburg en de rest van Nederland in dat feestjaar, waarin gevierd werd dat de telescoop 400 jaar daarvoor uitgevonden werd. Er is – ook in de 17e eeuw – onderzoek gedaan naar wie nu precies de eerste bruikbare telescoop maakte. Er rouleerden verschillende namen. Lipperhey heeft een goed gedocumenteerde claim, want hij deed 1608 een patentaanvraag bij de Staten-Generaal van de Nederlanden. Die claim werd in 1655 bestreden door Johannes Sachariassen (de zoon van Sacharias). Een andere patentaanvraag werd in oktober 1608 gedaan door de Alkmaarse brillenmaker Jacob Metius. Toen in oktober 1608 bleek dat ook een niet nader geïdentificeerde jongeman uit Middelburg de kunst van het maken van een verrekijker bezat, besloot de Staten-Generaal om geen patent toe te kennen. Overigens vermeldde Simon Marius in Mundus Iovialis (1614) dat een niet bij naam genoemde Belgicus (een uitdrukking voor een bewoner van de Lage Landen) op de Frankfurter Messe eenzelfde soort kijker voorstelde, waarvan hij naar eigen zeggen de eerste uitvinder was. Er wordt nu aangenomen dat dit niet Jansen kan zijn geweest en dat Lowys Lowyssen een betere kandidaat zou zijn.

## Prioriteit
In 1655 al heeft Pierre Borel, de lijfarts van Lodewijk XIV, een onderzoek gepubliceerd over de ware uitvinder van de telescoop met de titel 'De vero telescopii inventore...' .
Hij komt met de naam Sacharias Jansen, op grond van een verklaring van zoon Johannes Sachariassen, die claimde dat zijn vader de eerste maker was van het instrument.
In Middelburg was er vanaf 1581 een glasoven aan de Blauwedijk. Het is de eerste van de Noordelijke Nederlanden.
Govart van der Hage kreeg in dat jaar van de stad Middelburg een vestigingsvergunning en een jaarlijkse subsidie. Zijn glashuis beheerste binnen tien jaar de hele markt van de Noordelijke Nederlanden voor "façon de Venise"-glas. Bij zijn dood in 1605 nam een Italiaan, Antonio Miotti het bedrijf over.
Door andere bronnen worden Lipperhey genoemd en Metius. Vast staat dat binnen enkele maanden tijd het "geheim" van de constructie van een telescoop met een bolle en een holle lens in heel Europa bekend werd. Galileo had in korte tijd een 'verbeterde' versie gebouwd, waarvan hij enkele constructie-details zorgvuldig geheim hield.
De geleerde Isaac Beeckman - ook uit Middelburg afkomstig - wilde in 1634 ook de kunst van het lenzenslijpen leren en ging te rade bij Johannes Sachariassen. “Johannes Sacharias seght, dat syn vader den eersten verrekycker maeckte hier te lande anno 1604, naer eene van eenen Italiaan, daerop stont: anno 1590”.

## Microscoop
Het ligt voor de hand dat iemand die met twee lenzen een verrekijker kan construeren ook in staat is om een (samengestelde) microscoop te maken. Ook hierbij wordt de naam van Sacharias Jansen genoemd als eerste uitvinder. Maar dat is op grond van een bewering door de Utrechtse hoogleraar Pieter Harting. Zeker is dat Cornelis Drebbel, die net als Metius afkomstig was uit Alkmaar, beschikte over een samengestelde microscoop, bestaande uit een objectief en een oculair.
De ontdekkingen van Antonie van Leeuwenhoek werden gedaan met een enkelvoudige microscoop. Deze enkele sterke lens had veel minder last van vervorming en kleurafwijkingen dan een samengestelde microscoop zou hebben.

## Planeet
In december 2015 werd de planeet 55 Cancri e door de IAU vernoemd naar Sacharias Jansen. De planeet wordt sindsdien ook wel aangeduid als Janssen (met dubbele 's').